# Acanthogyrus thapari
Acanthogyrus thapari är en hakmaskart som först beskrevs av Parasad, et al 1969.  Acanthogyrus thapari ingår i släktet Acanthogyrus och familjen Quadrigyridae. Inga underarter finns listade i Catalogue of Life.